# Katsuni

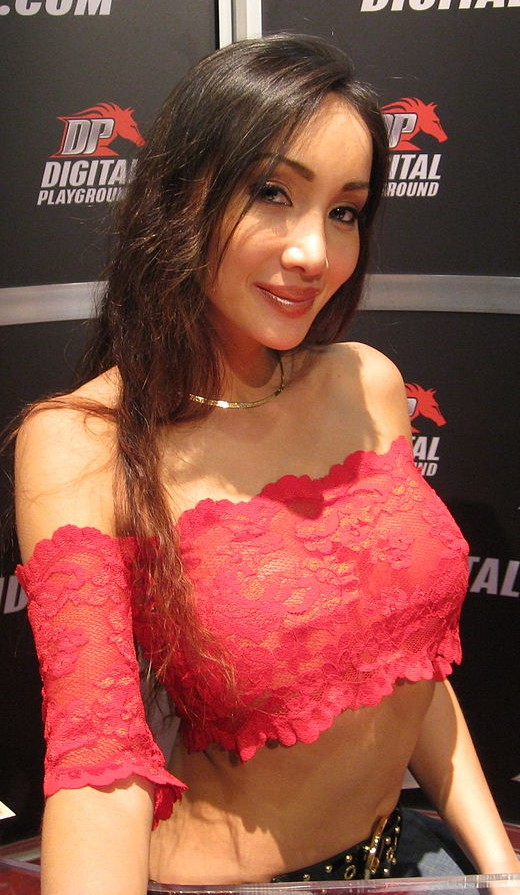
Katsuni bei der AVN Adult Entertainment Expo (2008)

Katsuni (* 9. April 1979 in Paris als Céline Tran ), früher auch Katsumi, ist eine französische Schauspielerin und ehemalige Pornodarstellerin. Sie ist bereits seit 2006 als Schauspielerin tätig.

## Leben
Katsuni ist vietnamesisch-französischer Abstammung. Im Alter von 21 Jahren wurde sie von der Zeitschrift Penthouse entdeckt und ließ sich von dem Magazin als Aktmodell fotografieren. Nebenbei betätigte sie sich als Gogo-Tänzerin und Stripperin. Nach einer Anfrage von Penthouse begann sie ihre Tätigkeit als Darstellerin in Hardcore-Pornofilmen. Sie beendete danach ihr erst vor einem Jahr begonnenes Studium in Politikwissenschaften und moderner Literatur.
Im Alter von 22 Jahren schloss Katsuni einen Exklusivvertrag mit Colmax-Video ab. Im März 2003, nachdem ihr Vertrag mit Colmax abgelaufen war, gewann sie den Jury-Preis auf dem Erotikfestival in Brüssel. Im folgenden Jahr erhielt sie ebenfalls diverse Branchenpreise in den USA. Im Dezember 2006 verkündete die Produktionsgesellschaft Digital Playground, Katsuni exklusiv unter Vertrag zu nehmen. Bekannte Filme mit Katsumi sind Pussy Kat und Lost Angels: Katsumi, beide von Ninn Worx, der französische Film Les Secretaires, die Video-Tagebuch-Reportage Katsumi & Nomi à Los Angeles, Jack’s Playground (Folgen 9, 28 und 34), Faust – Im Sog des Seelen-Fängers sowie der Film Katsuni Story mit Manuel Ferrara. 2007 erschien die interaktive DVD Virtual Sex with … Katsuni bei Digital Playground. Sie spielte auch in Fashionistas Safado – The Challenge, der Fortsetzung des mehrfach ausgezeichneten Films The Fashionistas von John Stagliano mit.
Katsuni trug in früheren Pornofilmen den Namen Katsumi, änderte diesen aber nach dem Urteil eines französischen Gerichts wegen der Namensähnlichkeit zu einer Frau namens Mary Katsumi.
Katsuni hat keinen erkennbaren Würgreflex, wodurch sie Deepthroating in ihren Filmen zu praktizieren vermag.
Neben ihrer Tätigkeit als Darstellerin in Hardcore-Pornofilmen wirkte Katsuni auch in Softcore-Pornofilmproduktionen (zum Beispiel in Une inaccessible séductrice, deutscher Titel: Das Haus der Lüste) mit. In der August-Ausgabe 2008 des Porno-Magazins Genesis wurde sie auf Platz 14 im Porn’s Hot 100-Ranking gelistet.
Nachdem Katsuni im Musikvideo zu The Conspiracy Strip Club der französischen Elektro-Band The Electric Conspiracy einen Auftritt hatte, wurde die gleiche Szene mit dem Auftritt Katsunis auch in einem Video des Rappers Bow Wow zu Drank In My Cup entdeckt. Vor Gericht wurde der Rapper zu einer Strafzahlung und Unterlassung der Verbreitung des Videos verurteilt.
Am 14. August 2013 gab Katsuni die Beendigung ihrer Karriere als Pornodarstellerin bekannt. Seitdem arbeitet sie unter ihrem bürgerlichen Namen als Schauspielerin.
Im Abspann der Serie The Witcher: Blood Origin wird sie als Stunt-Double von Schauspielern Michelle Yeoh geführt.

## Filmografie (Auswahl)
- 2003: POV Pervert 1
- 2005: Jack’s Teen America 4
- 2006: Fashionistas Safado – The Challenge
- 2006: Fuck
- 2007: French Connexion
- 2008: Pirates II: Stagnetti’s Revenge
- 2009: Nurses
- 2010: Body Heat
- 2010: Fly Girls
- 2011: Asa Akira Is Insatiable 2
- 2011: The Bombshells 2

## Auszeichnungen
- 2004: Europäischer X Award – Jury-Preis
- 2004: Venus Award – beste europäische Darstellerin
- 2005: AVN Award – Female Foreign Performer of the Year[6]
- 2005: AVN Award mit Lexington Steele für die Best Anal Sex Scene
- 2005: AVN Award mit Savanna Samson und Alec Metro für die Best Group Sex Scene – Film
- 2005: AVN Award – mit Lost Angels für den Best Foreign All Sex Release
- 2005: XRCO Award – Best Sex Scene Couple mit Lexington Steele
- 2006: AVN Award – Best Anal Sex Scene – Video (zusammen mit Manuel Ferrara)[7]
- 2006: AVN Award – Best Tease Performance
- 2006: FICEB Award-Mejor Actriz/Best Actress por French Connection, Video Marc Dorcel – IFG
- 2007: AVN Award – Female Foreign Performer of the Year[8]
- 2007: AVN Award – Best Supporting Actress – Video (für Fashionistas Safado – The Challenge)[8]
- 2007: AVN Award – Best All-Girl Sex Scene – Film (zusammen mit Jessica Drake, Felecia und Clara G.)[8]
- 2007: AVN Award – Best Group Sex Scene – Film für FUCK (zusammen mit Carmen Hart, Kirsten Price, Mia Smiles, Eric Masterson, Chris Cannon, Tommy Gunn, Randy Spears)[8]
- 2008: AVN Award – Best Three-way Sex Scene (zusammen mit Melissa Lauren und Rocco Siffredi)
- 2009: Hot d’Or – Best French Actress – Pirates II: Stagnetti’s Revenge
- 2009: Hot d’Or – Best Actress Blog
- 2010: XFANZ Award – Asian Star of the Year[9]
- 2011: AVN Award – Best All-Girl Group Sex Scene – Body Heat
- 2011: AVN Award (The Fan Awards) for Wildest Sex Scene – Body Heat
- 2011: XBIZ Award – Foreign Female Performer of the Year
- 2012: XBIZ Award – Crossover Star of the Year
- 2012: Erotic Lounge Award – Bester Gonzo Film[10] „In Bed With Katsuni“
- 2014: Aufnahme in die AVN Hall of Fame[11]